# Campeonato Baiano de Futebol Feminino de 2014
O Campeonato Baiano de Futebol Feminino de 2014 é disputado por 8 clubes e tem regulamento similar aos dos anos anteriores.

## Clubes participantes
| Clube                     | Cidade                 | Estádio                   | Capacidade | Títulos (mais recente) |
| ------------------------- | ---------------------- | ------------------------- | ---------- | ---------------------- |
| ABRUP EC                  | Simões Filho           | Edgard Santos             | 4.000      | 0 (não possui)         |
| EC Bahia                  | Salvador               | Pituaçu                   | 32.157     | 3 (1991)               |
| AD Lusaca                 | Dias d'Ávila           | Municipal de Dias D'Ávila | 4.000      | 0 (não possui)         |
| S Ribeira do Pombal       | Ribeira do Pombal      | Ferreira Brito            | 5.000      | 0 (não possui)         |
| São Francisco EC          | São Francisco do Conde | Junqueira Ayres           | 3.000      | 12 (2013)              |
| S Terra Nova              | Terra Nova             | Luís Eduardo Magalhães    | 5.000      | 0 (não possui)         |
| EC Vitória                | Salvador               | Barradão                  | 35.000     | 0 (não possui)         |
| ECPP Vitória da Conquista | Vitória da Conquista   | Lomanto Júnior            | 12.500     | 0 (não possui)         |

## Estádios

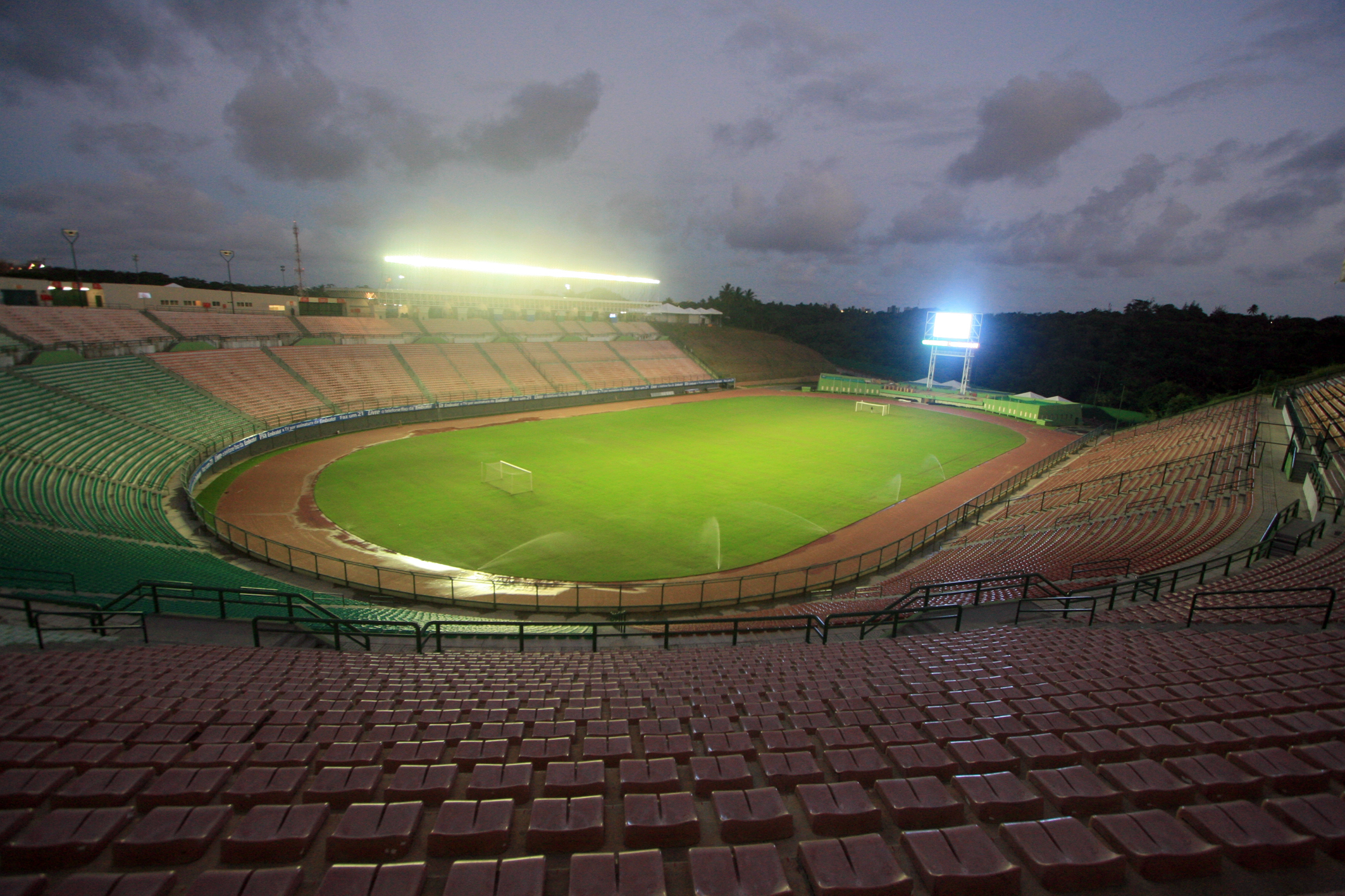
Pituaçu
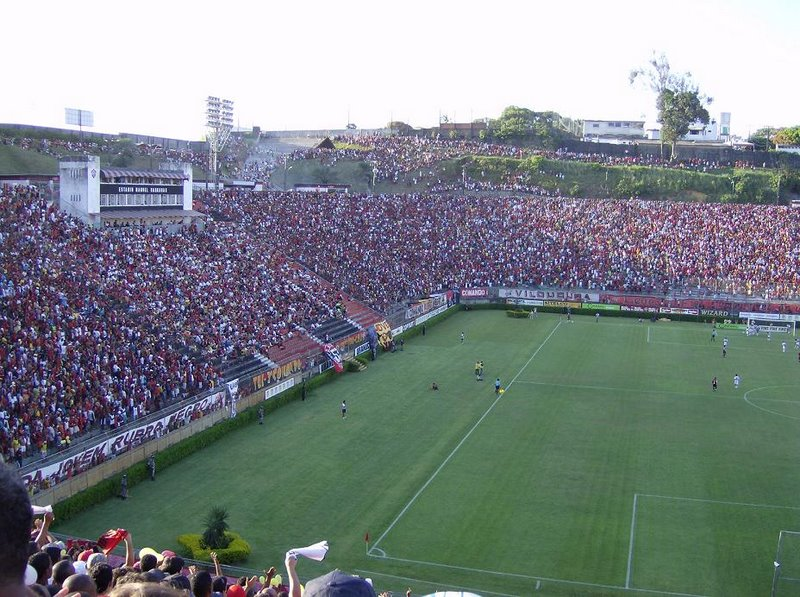
Barradão
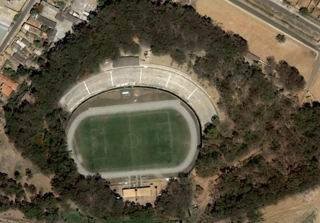
Lomantão

## Primeira fase
Os oito clubes divididos em dois grupos jogam entre si dentro dos grupos jogos de ida e volta, totalizando seis jogos para cada clube nessa primeira fase. Apenas os dois primeiros de cada grupo avançam à fase final.

### Grupo 1
| 1 | Bahia                   | 12 | 5 | 4 | 0 | 1 | 16 | 3  | 13  |
| 2 | Lusaca                  | 6  | 5 | 2 | 0 | 3 | 3  | 7  | -4  |
| 3 | ABRUP                   | 1  | 5 | 0 | 1 | 4 | 2  | 19 | -17 |
| 4 | Vitória da Conquista[i] | 0  | 5 | 3 | 1 | 1 | 12 | 4  | 8   |

| ABRUP                | —    | 1-7 | 0-1 | 0-0       |
| Bahia                | X    | —   | 4-1 | 0-1 (W.O) |
| Lusaca               | 1-0  | 0-2 | —   | X         |
| Vitória da Conquista | 10-1 | 0-3 | 1-0 | —         |

### Grupo 2
| 1 | São Francisco EC             | 18 | 6 | 6 | 0 | 0 | 65 | 1  | 64  |
| 2 | Vitória                      | 12 | 6 | 4 | 0 | 2 | 24 | 8  | 16  |
| 3 | Seleção de Terra Nova        | 3  | 6 | 1 | 0 | 5 | 8  | 42 | -34 |
| 4 | Seleção de Ribeira do Pombal | 3  | 6 | 1 | 0 | 5 | 4  | 50 | -46 |

| S. de Ribeira do Pombal | —    | 0-16 | 2-1  | 1-5 |
| São Francisco EC        | 18-0 | —    | 8-1  | 3-0 |
| S. de Terra Nova        | 5-1  | 0-17 | —    | 0-3 |
| Vitória                 | 5-0  | 0-3  | 11-1 | —   |

 Para ler a tabela, a linha horizontal representa os jogos da equipe como mandante. A coluna vertical indica os jogos da equipe como visitante.
| Vitória do mandante. | Vitória do visitante. | Empate. |

## Fase final
|  | Semifinais       | Semifinais       | Semifinais | Semifinais |   |         | Final | Final | Final | Final |
|  |                  |                  |            |            |   |         |       |       |       |       |
|  | Vitória          | 2                | 1          | 3          |   |         |       |       |       |       |
|  | Bahia            | 0                | 0          | 0          |   |         |       |       |       |       |
|  | Bahia            | 0                | 0          | 0          |   | Vitória | 2     | 0     | 2     |       |
|  |                  |                  |            |            |   | Vitória | 2     | 0     | 2     |       |
|  |                  | São Francisco EC | 4          | 0          | 4 |         |       |       |       |       |
|  | Lusaca           | São Francisco EC | 4          | 0          | 4 | 1       | 0     | 1     |       |       |
|  | Lusaca           |                  |            |            |   | 1       | 0     | 1     |       |       |
|  | São Francisco EC | 2                | 6          | 8          |   |         |       |       |       |       |

### Final
| 13 de dezembro | Vitória | 2 - 4 | São Francisco EC | Barradão, Salvador |
| 15:00          |         |       |                  | Árbitro:           |

| 20 de dezembro | São Francisco EC | 0 - 0 | Vitória | Junqueira Ayres, São Francisco do Conde |
| 15:00          |                  |       |         | Árbitro:                                |

## Premiação
| Campeonato Baiano Feminino 2014 |
| ------------------------------- |
| SÃO FRANCISCO (13° título)      |

## Classificação geral
A classificação geral leva em conta a colocação dos clubes em cada uma das fases, a partir da fase final, e não a pontuação total.
Atualizado até a 6° rodada
| Pos | Times                        | Pts | J  | V | E | D | GP | GC | SG  | Classificação               |
| --- | ---------------------------- | --- | -- | - | - | - | -- | -- | --- | --------------------------- |
| 1   | São Francisco EC             | 28  | 10 | 9 | 1 | 0 | 77 | 4  | 73  | Campeão                     |
| 2   | Vitória                      | 19  | 10 | 6 | 1 | 3 | 29 | 12 | 17  | Vice-campeão                |
| 3   | Bahia                        | 12  | 7  | 4 | 0 | 3 | 16 | 6  | 10  | Eliminados nas semifinais   |
| 4   | Lusaca                       | 6   | 7  | 2 | 0 | 5 | 4  | 13 | -7  | Eliminados nas semifinais   |
| 5   | Seleção de Terra Nova        | 3   | 6  | 1 | 0 | 5 | 8  | 42 | -34 | Eliminados na primeira fase |
| 6   | Seleção de Ribeira do Pombal | 3   | 6  | 1 | 0 | 5 | 4  | 50 | -46 | Eliminados na primeira fase |
| 7   | ABRUP                        | 1   | 5  | 0 | 1 | 4 | 2  | 19 | -17 | Eliminados na primeira fase |
| 8   | Vitória da Conquista[i]      | 0   | 5  | 3 | 1 | 1 | 12 | 4  | 8   | Eliminados na primeira fase |

- i. ^ O Vitória da Conquista desistiu na 6° rodada do campeonato por falta de apoio.